# Polyrhachis opalescens
Polyrhachis opalescens é uma espécie de formiga do gênero Polyrhachis, pertencente à subfamília Formicinae.